# Klasztor Dobrilugk

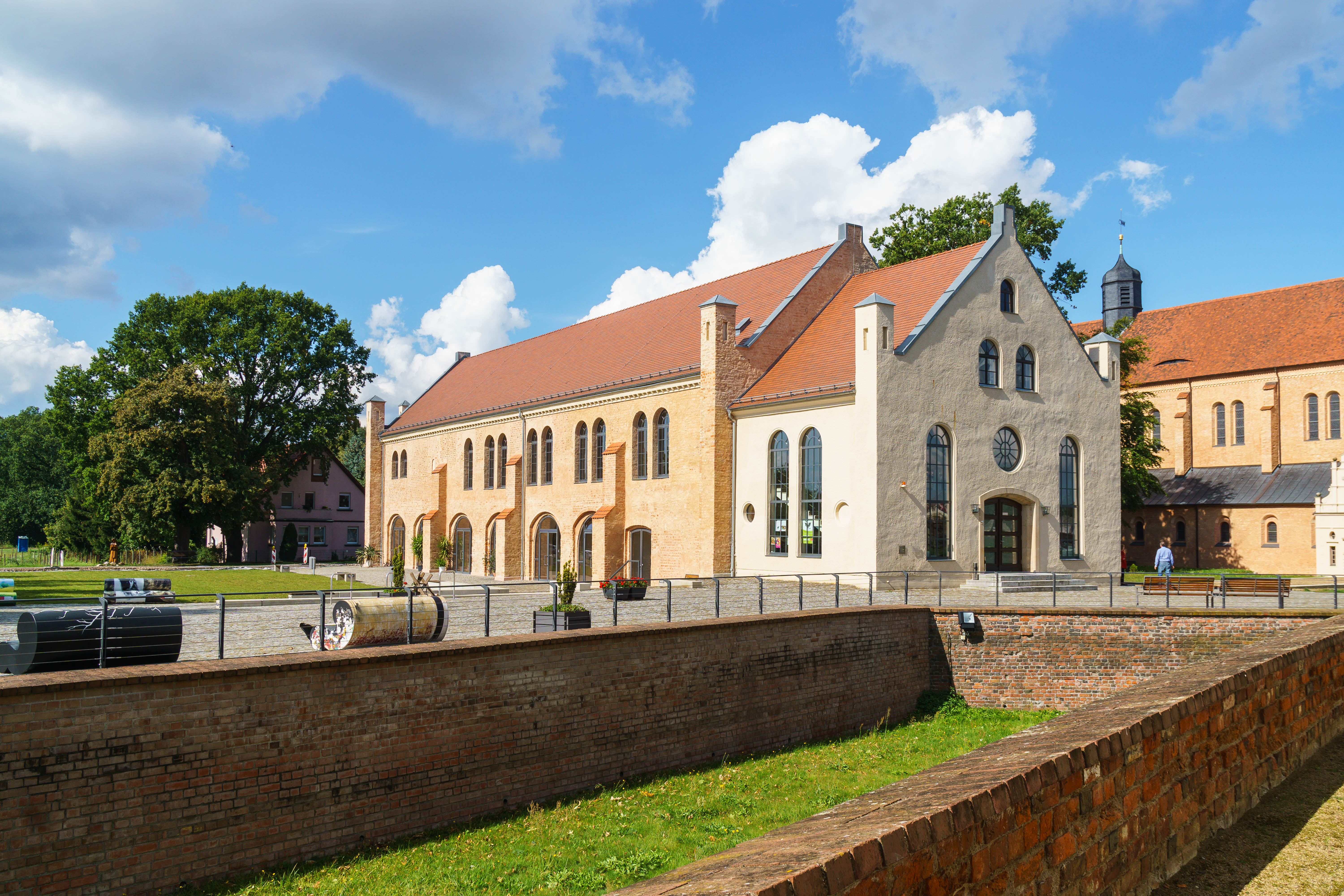
Dawny refektarz klasztorny (południowe skrzydło klasztoru, widok od południowego wschodu)

Klasztor Dobrilugk – dawny klasztor cystersów położony na terenie obecnego miasta Doberlug-Kirchhain w Niemczech, w kraju związkowym Brandenburgia, istniejący od XII do XVI w. Z założenia pozostał kościół klasztorny oraz refektarz. Część budynków klasztornych przebudowano i na ich miejscu powstał zamek Doberlug.

## Historia
Fundację klasztoru Dobrilugk zapoczątkował w 1165 pochodzący z rodu Wettynów margrabia Łużyc, Dytryk II. Był to pierwszy klasztor zakonu cystersów na ziemiach położonych między Łabą i Odrą, a jego klasztorem macierzystym był klasztor Volkenroda. Centrum klasztoru stanowił, zbudowany w końcu XII i na początku XIII w. w formie romańskiej bazyliki, kościół Najświętszej Marii Panny (według tradycji poświęcony w 1228). Badacze przypuszczają, że prace nad świątynią mogły być częściowo zniweczone wskutek zniszczeń dokonanych podczas najazdu Luciców i Pomorzan. Budowa kościoła musiała być mocno zaawansowana w 1209, gdy pochowano tutaj żonę margrabiego Łużyc Konrada II, Elżbietę.
Sam klasztor, obok kościoła znajdującego się w północnej części założenia, obejmował trzy skrzydła: południowe z refektarzem, wschodnie z kapitularzem i dormitorium oraz zachodnie. Zachowane fragmenty kamieniarki oraz odsłonięte podczas badań archeologicznych relikty budynków wskazują, że wzniesiono je w stylu romańskim. Powstały w pierwszej połowie XIII w. Oprócz tego klasztor obejmował liczne zabudowania gospodarcze, kaplicę dla świeckich, infirmerię, a także ogrody. Na początku XIV w. poszerzono infirmerię o kaplicę. W drugiej połowie XIV w. powstał dom opata, w którym odnaleziono ślady ogrzewania podłogowego.
Klasztor był aktywnym ośrodkiem gospodarczym (podobnie jak inne założenia cystersów). W 1373 cesarz Karol IV Luksemburski potwierdził stan jego posiadania obejmujący m.in. 38 wsi i 4 folwarki oraz pobliskie miasto Kirchhain (obecnie część miasta Doberlug-Kirchhain), w którym cystersi mieli prawo prowadzenia cotygodniowych targów. W 1234 klasztor otrzymał od ówczesnego księcia Wielkopolski, Władysława Odonica, dobra w pobliżu dzisiejszego Bledzewa nad Obrą, w celu założenia tu kolejnego klasztoru cystersów. Jednak początkowo powstał tam tylko folwark klasztorny, a plan powołania nowego konwentu zrealizowano dopiero w 1286 – powstał wówczas klasztor Neu-Dobrilugk (w dzisiejszym Zemsku).
W 1541 przeżywający trudności ekonomiczne klasztor został przejęty przez elektora saskiego Jana Fryderyka I Wspaniałomyślnego (wcześniej znajdował się w granicach czeskich Łużyc) i zaraz potem rozwiązany.
Infirmeria i dom opata, znacząco przebudowane, znalazły się w obrębie zbudowanego tutaj zamku – jego wznoszenie rozpoczęto w 1551, a wspomniane obiekty klasztorne stały się podstawą jego zachodniego i północnego skrzydła. Od 1670 nie istniały krużganki. Główna część klasztoru padła ofiarą pożaru w 1852 i jego wschodnie oraz zachodnie skrzydło zostały następnie rozebrane. Do obecnych czasów przetrwały kościół klasztorny oraz refektarz. Ten ostatni po zniesieniu klasztoru był przez długi czas wykorzystywany jako stajnia. W 1952 w ramach przekształceń całego kompleksu zamkowego został przebudowany na ośrodek kulturalny dla stacjonujących na zamku żołnierzy. Na początku XXI w. poddano go pracom restauracyjnym. W tym samym okresie wyeksponowano inne pozostałości dawnych budynków klasztornych.
Klasztor Dobrilugk wspomniał w jednej ze swych pieśni, powstałej ok. 1210, Walther von der Vogelweide .